# Takashi Kanai
Takashi Kanai (金井 貢史 Kanai Takashi?), född 5 februari 1990 i Kanagawa prefektur, är en japansk fotbollsspelare.
Kanai började sin karriär 2008 i Yokohama F. Marinos. Efter Yokohama F. Marinos spelade han för Sagan Tosu, JEF United Chiba och Nagoya Grampus.